# Канелбург (Индијана)
Канелбург (енгл. Cannelburg) град је у америчкој савезној држави Индијана.

## Демографија
По попису из 2010. године број становника је 135, што је 5 (-3,6%) становника мање него 2000. године.
| Група             | 2000.        | 2010.       |
| Белци             | 140 (100,0%) | 134 (99,3%) |
| Афроамериканци    | 0 (0,0%)     | 0 (0,0%)    |
| Азијати           | 0 (0,0%)     | 0 (0,0%)    |
| Хиспаноамериканци | 0 (0,0%)     | 1 (0,7%)    |
| Укупно            | 140          | 135         |